# Аммосов Володимир Михайлович

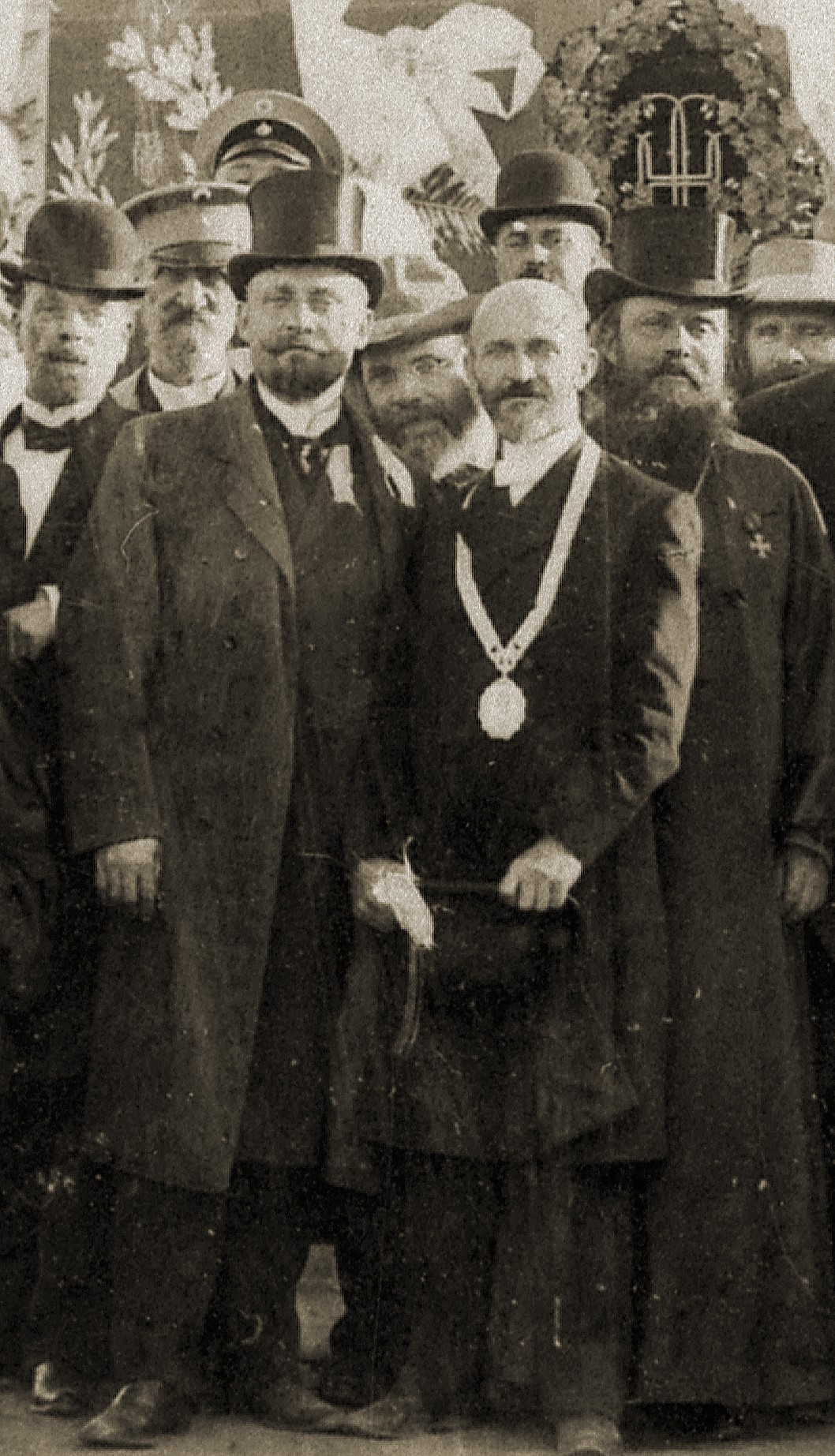
Володимир Аммосов на відкритті пам'ятника Ніколі Терещенку в Глухові у серпні 1909 року

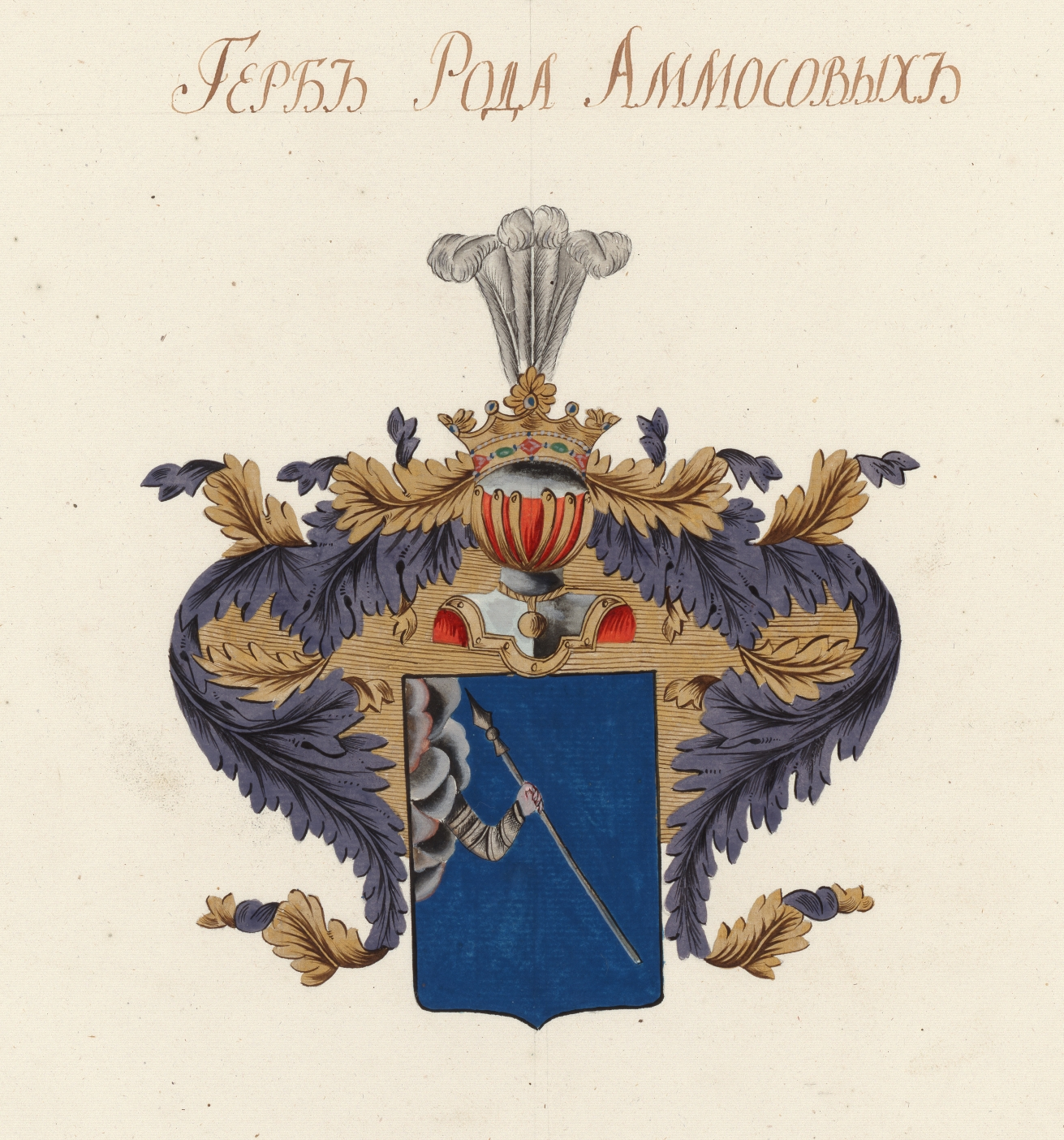
Герб роду Амосових

Володимир Михайлович Аммосов (нар. 22 (10) червня 1871, с. Кучерівка Глухівського повіту Чернігівської губернії (нині Есманьської селищної ради Шосткинського району Сумської області) — пом. 14 (1) січня 1918, м. Глухів, Чернігівської губернії (нині — Сумської області)) — шляхтич, голова Глухівської повітової земської управи (1901—1908), Глухівський міський голова (1914—1917), представник дворянського роду Аммосових.

## Життєпис

### Походження та навчання
Володимир Аммосов народився 1871 року в с. Кучерівка Глухівського повіту Чернігівської губернії (нині Есманьської селищної ради Шосткинського району Сумської області) в родині Михайла Дмитровича Аммосова (нар.. 1834) та онуки Артемія Терещенка — Катерині Семенівні Куксіній (доньці Маріани Артемівни Куксіної (Терещенко). У нього був старший брат Михайло. Після смерті батька Михайла Дмитровича опікуном малолітніх дітей став відомий цукрозаводчик та фабрикант Нікола Терещенко, як рідний дядько Катерини Семенівни Аммосової.
1872 року мати Катерина Аммосова взяла шлюб із заможним та впливовим вдівцем (з 1866 року) Петром Беком. Цей шлюб стане результатом дружніх, довготривалих бізнесових стосунків Петра Вільгельмовича та родини Терещенків. 1875 року Глухівська дворянська опіка передасть в опікунство титулярному раднику Петру Беку майно та малолітніх дітей Катерини Аммосової. Петро Вільгельмович отримує в орендне управління маєток та землі покійного порутчика Михайла Дмитровича Аммосова в селі Кучерівка: 1300 десятин землі, господарські споруди, винокурню, сад з городом, млини та шинковий двір. Незважаючи на те, що Петро та Катерина вже одружилися, дворянська опіка накладала на Бека певні забов'язання. Гроші з орендаторів землі отримував Петро Вільгельмович, а рибу із кучерівського ставу можна використовувати тільки для власного харчування, вирубка дерев дозволялася лише в зазначених опікунською радою місцях, всі споруди Бек мав утримувати, логодити та страхувати за власний рахунок. Після закінченню терміну опіки 1 січня 1881 року, Петро Бек мав віддати все майно за описом в розпорядження опікунів. Також були передбачені умови подальшої оренди маєтку Аммосових. Річний дохід Кучерівського маєтку складав 3500 рублів..
Незважаючи на другий шлюб Катерини Семенівни Бек, її діти залишили прізвище Аммосов. Навчався Володимир Аммосов в Київській другій гімназії. 1891 року закінчив Колегію Павла Ґалаґана. Після цього вивчав юриспруденцію на юридичному факультеті університету святого Володимира у Києві, який закінчив у вересні 1895 р. із дипломом другого ступеня.

### Початок військової та державної служби
Його політична кар'єра почалася 1887 року, коли 17-річний Володимир Аммосов передав земству відсотки з капіталу на суму 4500 руб. для утримання училища в с. Кучерівка.
Після закінчення університету 1895 року Володимир Аммосов кілька років перебував на військовій службі в 4-й батареї 33-ї артилерійської бригади. У січні 1897 року йому присвоєно військове звання прапорщика запасу артилерії.
Паралельно із військовою службою 5 жовтня 1895 року Володимира Аммосова було обрано гласним Глухівських повітових земських зборів. На цій посаді (яку обіймав чотири терміни підряд) він опікувався проблемами розвитку медичної та освітніх галузей у Глухівському повіті. Починаючи з 1896 року Володимир Аммосов постійно обирався почесним мировим суддею по Глухівському повіту. За сумлінне
виконання обов'язків на цій посаді він був визнаний гідним «Найвищої подяки». Також у жовтні 1896 році він отримав чин губернського секретаря (ХІІ клас згідно «Табеля про ранги»).

### Активна діяльність на рубежі століть
1898 року Аммосова обирають опікуном Глухівської земської лікарні. Три роки, з 1899 по 1902 роки він працював почесним мировим суддею. 1899 року, замість дворянина М. П. Марковича, Аммосова обирають членом Глухівського училищного зібрання. У 1900—1901 роках обирався депутатом дворянського депутатського зібрання від Глухівського повіту. Також, у липні 1900 року його обрали до складу Глухівської повітової земської управи, а також виконувачем посади предводителя дворянства. У грудні 1900 року Міністерство внутрішніх справ затвердило Володимира Аммосова кандидатом у земські начальники при Глухівському повітовому з'їзді. Працюючи членом управи, Володимир Аммосов вирішував медичні, ветеринарні та освітні проблем Глухівського повіту.
1901 року Володимира Аммосова обрано головою Глухівської повітової земської управи (цю посаду він обіймав до 1908 року). Через два роки (також до 1908 року) обрано ще й головою розпорядчого комітету Глухівської публічної бібліотеки. Крім того, у 1908 та 1910 роках він обирався членом цього комітету. Крім того, також у 1903—1908 роках Аммосов входив до попечительної ради Глухівських гімназій та Глухівської повітової училищної ради (1903—1908). 1904 року обирався опікуном Кучерівського та Ямпільських народних училищ, а також членом повітової військової повинності. З 1905 по 1908 роки Володимира Аммосова знову обрали почесним мировим суддею у Глухівському повіті. В червні 1905 року він став піклувальником Воргольської церковно-приходської школи, а в серпні наступного року — співробітником піклувальника підвідомчої імператорському людинолюбному товариству лікарні Святої Євфросінії в м. Глухові. У травні 1907 року він отримав чин колезького секретаря (Х клас), а в листопаді цього ж року — титулярного радника (ІХ клас). Крім того, у червні 1907 року обрано гласним Глухівської міської думи.

### Діяльність на губернському рівні
У березні 1908 року Володимира Аммосова призначено виконуючим обов'язки Чернігівського губернського тюремного інспектора. Він опікувався всебічним контролем губернських тюремних установ. З червня 1908 року він отримав чин колезького асесора (VIII клас), у жовтні 1908 р. — надвірного радника (VII клас). З 15 лютого 1910 року він був переведений на посаду Ярославського губернського тюремного інспектора.
Також працював головою Глухівського товариства споживачів (1906, 1908), попечителем Глухівської Петровської школи робітників садівників (1907, 1908, 1910—1911) та членом попечительної ради Глухівських гімназій (1911, 1912, 1914, 1915). Крім того, він уходив до складу Глухівського повітового відділення Єпархіальної училищної ради (1910, 1911). 1908 року обирався її головою, а 1910 року увійшов до складу Чернігівської ради Товариства взаємного кредиту. Також Володимир Аммосов був опікуном Воргольського народного училища у 1915 році.
Після 1914 року Володимир Аммосов займав посаду Глухівського міського голови. Улітку 1917 року обраний головою Глухівської повітової управи.
З активізацією більшовиків восени 1917 року діюча місцева влада, що підтримала діяльність Української Народної Республіки, не давала у Глухові для них жодної можливості. 17 грудня 1917 року за наказом Глухівського міського голови Володимира Аммосова та цивільного комісара Трофименко Глухівський військово-революційний комітет був розгромлений, а частина його членів заарештована та відправлена до Києва.

### Убивство

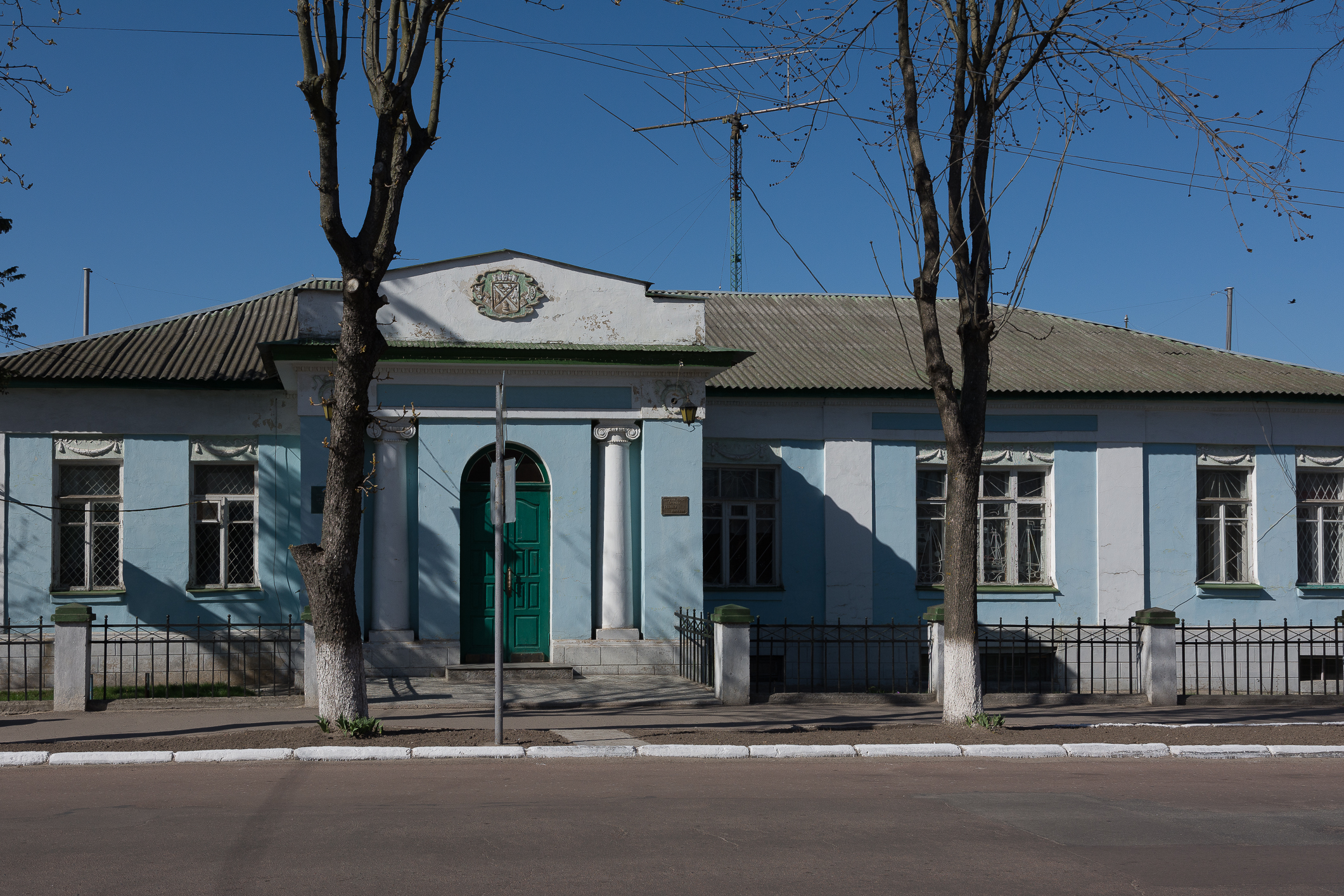
Садибний будинок Пармена Сніжка у дворі якого було вибито Володимира Аммосова з родиною

14 (1 — за старим стилем) січня 1918 року був убитий більшовиками у дворі будинку, його брат Михайло та ще 9 поміщиків, що там переховувалися.
Хоча глухівський дослідник Валерій Бєлашов зазначає, що Володимира Аммосова червоногвардійці вбили у дворі кам'яного будинку Пармена Сніжка, що розташовувався на розі Києво-Московської та Вознесенської вулиць. Саме в цьому будинку проживала родина Аммосових після повернення влітку 1917 року до Глухова. Більшовицькі військовики, рухаючись Глуховом з боку залізничного вокзалу розправились з родиною міського голови та їх зятем, молодим офіцером Брусиловим, що зустрічав тут Новий рік.
За спогадами Василя Ковальчука з неопублікованої роботи «Історія села Студенка» (1965) всі керівники «контреволюційної» Ради, в тому числі й Аммосов, були розстріляні. Це відбулося вранці 14 (1 — за старим стилем) січня 1918 року після захоплення Глухова більшовиками. Білогвардійський офіцер В. Бурятинський у рукописному щоденнику зазначає, що у ніч з 2-го на 3-тє січня було заарештовано 11 відомих громадських діячів Глухова. Ще через два дні їх розстріляли за містом. Найбільше намагався помститися новий голова Глухівського воєнно-революційного комітету Василь Циганок (уродженець Студенка) Володимиру Аммосову (поміщику з сусіднього села Кучерівка) та його зятеві Брусилову (племіннику відомого російського генерала).
У рапорті начальника Глухівської в'язниці Чернігівському губернському тюремному інспектору від 7 листопада 1918 р. за № 695, наводиться свідчення, що Василь Циганок був незадоволений, що Володимир Аммосов, обіймаючи посаду тюремного інспектора Ліфляндської губернії не погодився його підтримати під час перебування у в'язниці. Під час їх зустрічі в камері Аммосов відповів Циганку, який звернувся із скаргою на утиски з боку тюремної адміністрацією, що подібних арештантів ще більше треба утискувати. У грудні 1917 року місцева влада, якою керував Володимир Аммосов намагалася арештувати Циганка, як шкідливого для громадського
спокою і можливо, що хтось повідомив Циганку про це.
1 січня 1918 р. о 6-й годині ранку у квартиру покійного В. М. Аммосова з'явилася банда більшовиків, озброєних гвинтівками та револьверами,
на чолі з жит. с. Студенка, Глухівського повіту, матросом Циганком. Останній увійшовши до передньої квартири з револьвером у руках запитав у прислуги, що його зустріла: "чи вдома Аммосов", а В. М. в цей час перебував у найближчій від передньої кімнати і почув це питання негайно з'явився до передньої.
Циганок щойно побачив В.М. сказав у грубій формі: "Ти думав мене заарештувати колись, то ось я за це прийшов знищити тебе, знищу і все твоє плем'я". Потім після цих слів Циганок запропонував В.М. вийти з квартири та слідувати за ним. В.М. не говорив ні слова, негайно одягнув кожух і пішов за Циганком, йшли вони так: попереду Циганка, за ним В.М., а потім йшли 5 більшовиків. Вийшли всі вони з квартири у двір і попрямували до хвіртки, що виходила надвір. Кроків п'ять недоходячи до хвіртки Циганок миттєво повернувся обличчям до В.М., підняв револьвер, скомандував собі "раз" і після цього зробив постріл, після якого В.М. впав то три інші більшовики також зробили в нього по одному пострілу з гвинтівок. Смерть В.М. настала миттєво. Усю цю подію, як передають очевидці, колишні службовці В.М., сталося дуже за короткий час, а саме не більше як за 10-15 хвилин.

## Громадська діяльність
1903 року, перебуваючи головою Глухівської повітової земської управи, Володимир Аммосов організовував у Глухові сільсько-господарську виставку. Одним з її учасників став у майбутньому відомий український графік Григорій Нарбут. Наступного року, розуміючи скрутне матеріальне становище випускника глухівської гімназії, Володимир Аммосов купує у Григорія Нарбута перший рукописний примірник книги «Війна грибів». Того ж 1903 року, формуючи збірку першого глухівського музею, Аммосов дарує колекцію рідкісних монет та старовинну залізну кольчугу, знайдену в маєтку його дядька Петра Аммосова.

## Власність
Володимир Аммосов від батька Михайла Дмитровича у спадок отримав 709 десятин землі в Глухівському повіті. З часом придбав ще 188
десятин та кам'яний будинок із садибою у м. Глухові.
За спогадами викладача Глухівської чоловічої гімназії Василя Мальченка старовинний двоповерховий кам'яний будинок Володимира Аммосова розміщувався в центрі міста: «І місце це тепер представляє маленький скверик, поки що майже порожній. Згодом, можливо, влітку глухівська публіка тут насолоджуватиметься прохолодою під акацією та іншими деревами, але тепер я дивлюся на це місце з великим жалем. Зруйнований тут старовинний будинок на вигляд, правда, ніби не був нічим особливим, але фундамент цього будинку мене зацікавив. Я не раз спускався до ями, де вибирали старовинну, великими шматками цеглу, і розглядав там на значній глибині цегляні склепіння. Цей будинок був кам'яний двоповерховий: зверху житлове приміщення, а внизу від головної вулиці лавки, а далі теж житло; а під лавками — льохи з цегляними склепіннями і, що для мене найцікавіше, під цими льохами опинилися знову склепіння, але їх уже не розбирали (цегла від давності та вогкості виявилася зовсім поганою), а засипали землею та місце зрівняли. Шкода, що в Глухові немає археолога, який міг би зробити археологічне дослідження даного місця».

## Нагороди
- бронзова медаль за працю в першому всезагальному народному переписі населення (1897),
- орден Святої Анни 3-го ступеня (1905),
- орден Святого Станіслава 2-го ступеня (1909),
- срібна медаль на подвійний Володимирській і Олександрівській стрічці[12].

## Родина

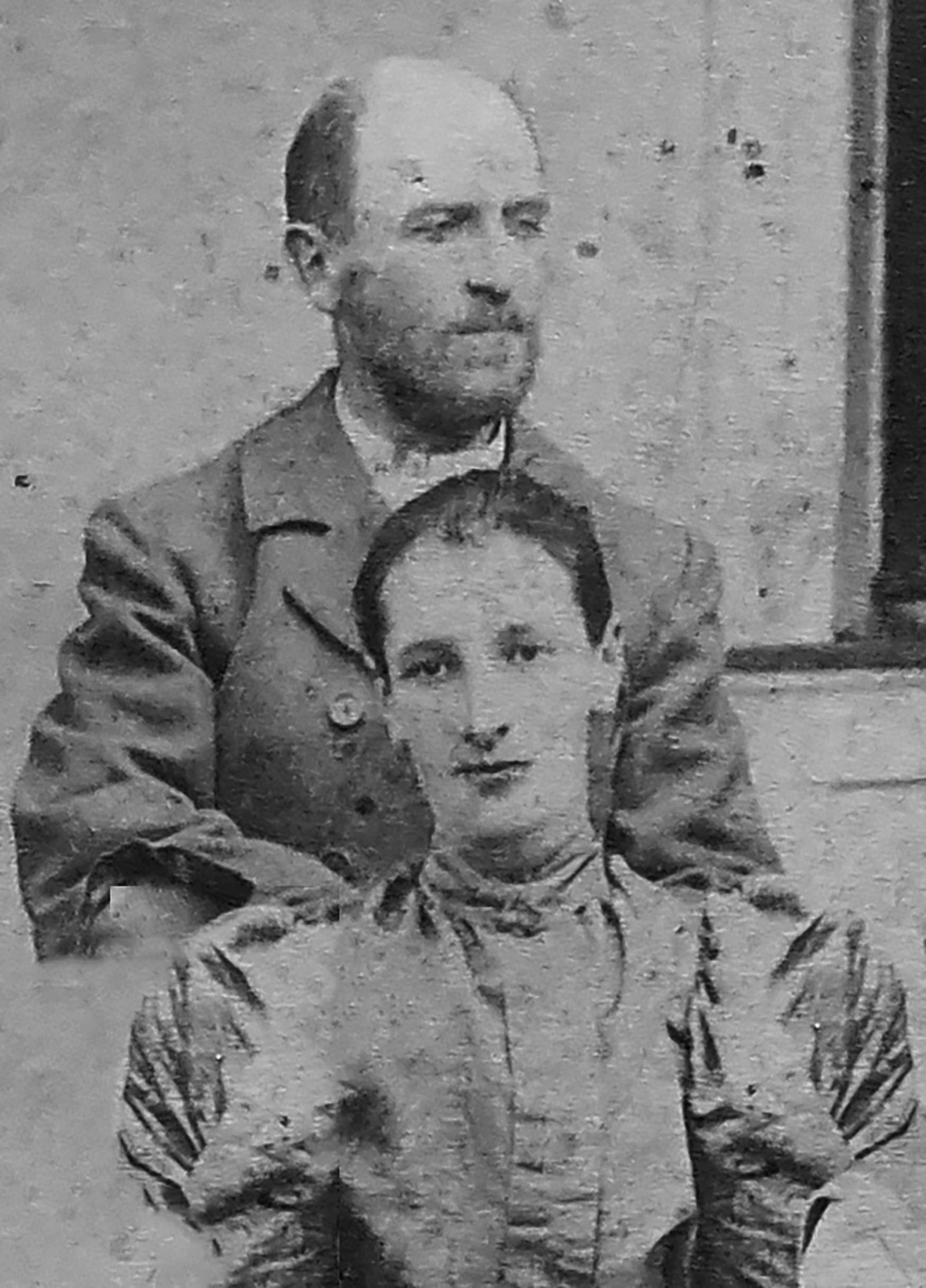
Володимир та Олена Аммосови

Дружина — дворянка Курської губернії Олена Миколаївна Шечкова (Аммосова). Вона померла 1903 року від віспи у курортному німецькому місті Бад-Гоннеф. Похована у склепі-піраміді Шечкових, що знаходиться у селі Воргол Кролевецького району, з 2020 року — Конотопського району Сумської області.
Після передчасної смерті Олени Аммосової Володимир сам виховував трьох неповнолітніх дітей:
- Олексія (нар. 17.02.1898 р.),
- Наталію (нар. 03.08.1896 р.),
- Єлизавету (нар. 10.01.1900 р.)[10].